# Lerbach (Bergisch Gladbach)
Lerbach ist ein Ortsteil im Stadtteil Heidkamp von Bergisch Gladbach.

## Geschichte
Der Siedlungsname Lerbach nimmt Bezug auf das mittelalterliche Rittergut Lerbach, das 1384 erstmals genannt wurde und im Urkataster als Unter Leerbach verzeichnet ist. Bekannt wurde die Siedlungsgründung nach dem Bach Lerbach, der östlich entlang der Siedlung verläuft. Das Bestimmungswort des Gewässernamens Ler geht vermutlich auf das mittelhochdeutsche lei/leie (= Fels, Schifergestein) zurück, wonach Lerbach als Felsbach zu deuten wäre.